# ハウェラ

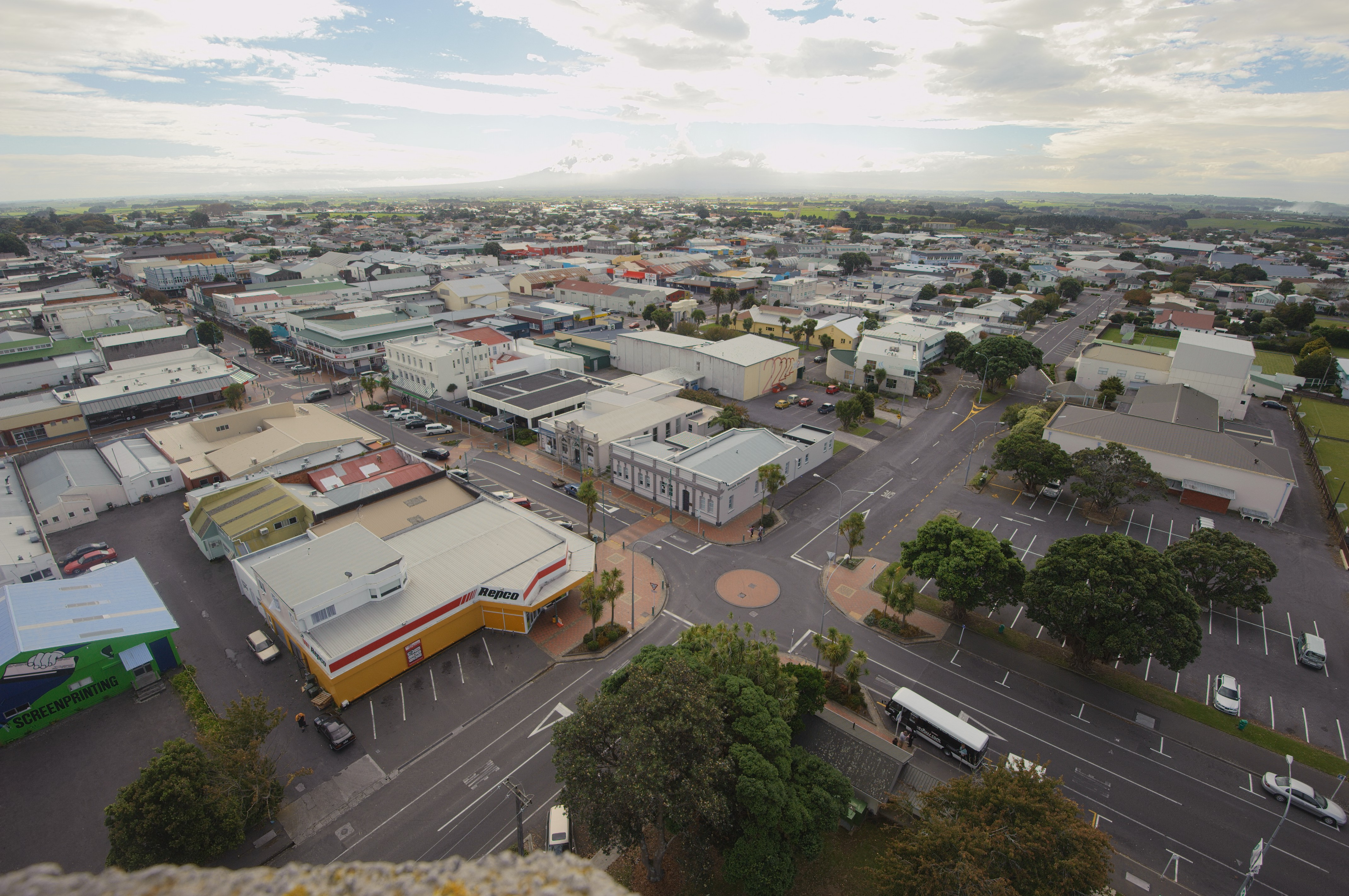
ハウェラ

ハウェラ (英: Hawera) は、ニュージーランドの北島のタラナキ地方南部にある小さな町で、ニュープリマスから約75km南に位置する。ワンガヌイからの距離は89kmとなる。人口は1万300人（2020年）。